# Новиков, Владислав Михайлович
Владислав Михайлович Новиков (6 сентября 1971, Москва, СССР) — советский и украинский футболист, полузащитник.

## Карьера
Воспитанник ФШМ Москва. За свою карьеру выступал в советских и украинских командах «Спартак» (Москва), «Пахтакор» (Ташкент), «Таврия» (Симферополь), ЦСКА-«Борисфен», «Кремень» (Кременчуг), «Шахтёр» (Донецк) и немецком клубе «Марклеберг».

## Достижения
- Чемпион Украины (1992)
- Победитель Кубка Украины (1997)
- Серебряный призёр чемпионата Украины (1997, 1998)